# Svartstjärtad trogon
Svartstjärtad trogon (Trogon melanurus) är en fågel i familjen trogonfåglar inom ordningen trogoner.

## Utseende och läte
Svartstjärtad trogon är en stor trogon med röd buk och kraftig gul näbb. Honan är grå på huvud och bröst, medan hanen är smaragdgrön med ett vitt band som skiljer bröstet från den röda buken. Undersidan av stjärten är unikt enfärgat grå. Liknande orangenäbbad trogon har rödare näbb och hanen saknar det vita bröstbandet. Lätet består av en serie mörka "coop".

## Utbredning och systematik
Svartstjärtad trogon delas in i tre till fyra underarter. Clements et al. erkänner fyra, med följande utbredning:
- Trogon melanurus macroura - förekommer från östra Panama (Canal Zone) till norra Colombia
- melanurus-gruppen
  - Trogon melanurus melanurus - förekommer från östra Colombia till Guyana, norra Bolivia och östra Brasilien
  - Trogon melanurus eumorphus - förekommer från södra Colombia till Ecuador, Peru, Bolivia och Amazonområdet i Brasilien
  - Trogon melanurus occidentalis - förekommer i sydöstra Brasilien (São Paulo-regionen)

Underarten occidentalis inkluderas ofta i eumorphus.

## Levnadssätt
Svartstjärtad trogon hittas i låglänta skogar. Den ses där i trädtaket och skogens mellersta skikt.

## Status och hot
Arten har ett stort utbredningsområde, men tros minska i antal, dock inte tillräckligt kraftigt för att den ska betraktas som hotad. Internationella naturvårdsunionen IUCN listar arten som livskraftig (LC). Beståndet uppskattas till i storleksordningen fem till 50 miljoner vuxna individer.